# Kladky
Kladky település Csehországban, a Prostějovi járásban. Kladky Biskupice, Vysoká, Šubířov, Ludmírov, Dzbel, Březinky és Jaroměřice településekkel határos. Lakosainak száma 342 fő (2024. január 1.).

## Népesség
A település lakosságának változását az alábbi diagram mutatja:
| Lakosok száma | 1068 | 986  | 890  | 579  | 478  | 360  | 353  | 354  | 336  | 342  |
|               | 1869 | 1900 | 1921 | 1961 | 1980 | 2011 | 2016 | 2019 | 2021 | 2024 |